# تيتوئية (بزنجان)
تیتوئیة (بالفارسية: تیتوئیه) هي قرية تقع في إيران في قسم بزنجان الريفي. يقدر عدد سكانها بـ 86 نسمة .